# Минадир
Минади́р (каз. Мыңадыр) — станційне селище у складі Жанааркинського району Улитауської області Казахстану. Входить до складу Актубецького сільського округу.
Населення — 386 осіб (2021; 695 у 2009, 329 у 1999, 277 у 1989).
Національний склад станом на 1989 рік:
- казахи — 100 %.

Станом на 1989 рік селище мало назву Манадир.